# Antonio di Pečers'k
Antonio di Pečers'k, conosciuto anche come sant'Antonio di Kiev (in ucraino Антоній Печерський?, Antonij Pečers'kyj, in russo Антоний Печерский?, Antonij Pečerskij; Ljubeč, 983 – Kiev, 1073), è stato un monaco cristiano ucraino, e il fondatore del monachesimo ucraino. Insieme a san Teodosio di Pečers'k fondò la Pečers'ka Lavra (monastero delle grotte) di Kiev.
È venerato come santo dalla Chiesa cattolica e dalla Chiesa ortodossa.

## Biografia

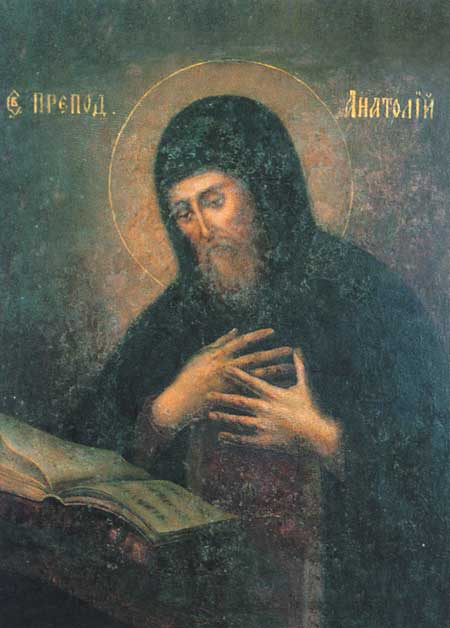
Immagine del santo dal monastero delle Grotte di Kiev

I particolari della sua vita ci sono forniti da San Nestore, storico del cristianesimo russo e monaco del Monastero delle Grotte di Kiev (Pečers'ka Lavra)  che, nel redigere l'agiografia di Antonio delle Grotte dieci anni dopo la sua scomparsa, si basò sulla propria esperienza personale e sui resoconti dei monaci a lui contemporanei per quel che concerne l'età adulta e sulla testimonianza della madre di questi per raccontare la sua infanzia.
Antipa, originario nome del santo, nacque a Ljubeč, presso la città di Černihiv, allora facente parte del principato di Chernihiv, da un'agiata famiglia di religione cristiana. Nel 1028 partì in pellegrinaggio per Monte Athos, dove decise di diventare monaco. Una volta ordinato con il nome di Antonio, si stabilì non lontano dal monastero di Esphigmenon, in una piccola grotta dalla quale poteva osservare il mar Mediterraneo.

L'ardore del suo ascetismo, secondo l'autore della sua Vita fece sì che l'abate del vicino monastero lo inviasse nella sua regione d'origine, in modo da invogliare i credenti di quelle terre ad abbracciare la vita monastica.
Arrivato a Kiev, Antonio visitò tutti i monasteri del suo circondario senza trovarne nemmeno uno che si adattasse al tipo di vita austero cui era abituato: trovò tuttavia delle grotte sul monte Berestov, sulle rive del Dnipro e nei pressi della città e lì si stabilì isolandosi in una vita ascetica e contemplativa.
La sua pace fu interrotta dalla morte del Gran Principe Vladimir Monomaco di Kiev che innescò nella regione lotte sanguinose tra le fazioni che si contendevano la successione.
Partito nuovamente per Monte Athos, Antonio fece tuttavia ritorno in Ucraina quando la situazione si fu nuovamente stabilizzata, vivendo in solitudine nella grotta già utilizzata da sant'Ilarione per la preghiera meditativa prima della sua elezione a Metropolita di Rus'.
Come aveva auspicato l'abate di monte Athos, presto intorno a lui iniziarono a riunirsi fedeli che sentivano la vocazione per la vita monacale: il primo fu il prete Nikon che a sua volta consacrò alla vita monacale san Teodosio delle Grotte.
All'inizio la comunità che si stava formando ebbe il benestare del principe di Kiev, ma i rapporti con il potere temporale non tardarono a deteriorarsi quando Antonio accolse Barlaam, figlio di un ricco nobile il quale, prima di recarsi alla Pečers'ka Lavra, aveva donato tutti i suoi beni ai poveri, provocando di conseguenza l'ira del padre. Questi, uomo di influenza, se ne lagnò con il principe Izjaslav il quale, quando anche un altro uomo di corte si dedicò alla vita monastica, domandò al prete Nikon di riconsegnargli i due fuggitivi. Questi rifiutò e Antonio, pensando di calmare con il suo gesto l'ira del sovrano, si auto-esiliò. Grazie all'intercessione dalla principessa Marija Kazimirovna ad Antonio fu presto consentito di riunirsi alla propria comunità.
Quando il numero dei discepoli raggiunse dodici Antonio espresse il desiderio di ritirarsi in solitudine e, per far questo, si stabilì in una grotta, che da allora avrebbe preso il nome di "Grotte Vicine", posta alla distanza di alcuni chilometri da dove era posta la comunità.

Il primo egumeno nominato fu Barlaam, il quale tuttavia fu presto chiamato dal principe Izjaslav per dirigere il monastero di San Demetrio, posto alle porte di Kiev. La scelta del successore ricadde su san Teodosio di Pečers'k che fu scelto da Antonio poiché apprezzava il suo fervore e la sua obbedienza.
Nonostante non avesse un ruolo determinato nel monastero che si stava formando sotto la guida di quest'ultimo, Antonio ebbe sempre una grande influenza su Teodosio, che a lui si rivolgeva per risolvere con il suo aiuto i problemi più importanti della comunità.
Ormai prossimo alla morte fece venire nel suo antro i monaci del monastero ai quali promise che sarebbe sempre stato al loro fianco e che avrebbero raggiunto la salvezza se fossero sottostati agli ordini dell'abate di Pečers'ka Lavra. Chiese di essere seppellito nella sua caverna, ma le sue reliquie non furono mai trovate. Ancora oggi la grotta di sant'Antonio è visitata dai fedeli che vi accorrono per invocare il suo intervento.
Morì nel 1073.